# Populistická strana (USA)
Lidová strana (anglicky People’s Party), běžně však nazývána Populistická strana (Populist party) byla agrární politická levicová strana ve Spojených státech amerických. Vznikla v roce 1892 na základech Aliance farmářů (Farmers’ Alliance), zemědělského hnutí, které se po volbách ve zmíněném roce přeměnilo na plnohodnotnou politickou stranu. Vedle ruského hnutí Národnictví je Populistická strana považována za jedno z prvních organizovaných populistických uskupení.
Strana byla velmi populární na jihozápadě USA, v několika volbách získala i své zástupce ve Sněmovně reprezentantů a v Senátu. Kromě podpory prohibice a protikorupčních opatření prosazovala také zestátnění železnic a telegrafních sítí, dotační programy pro zemědělce, přímou volbu senátorů či osmihodinovou pracovní dobu.

## Historie
Za občanské války se vláda odklonila od zlatého standardu a začala emitovat nekryté bankovky, známé jako Greenbacks. Po skončení války se vládní administrativa přikláněla ke znovuzavedení zlatého standardu, jelikož věřila, že peníze kryté zlatem budu mít větší vnitřní hodnotu, stejně jako pozdější vládní dluhopisy. To však způsobilo deflaci, která zasáhla jižanské zemědělce; museli produkovat větší množství plodin za stejný zisk.  
Nespokojení farmáři si přáli návrat k vydávání nekrytých bankovek. Pro své požadavky však nenašli pochopení ani u Demokratické strany, ani u strany Republikánské, které již tehdy byly hegemony americké politické scény. Hájit zájmy farmářů a dalších podporovatelů Greenbacks se pokusila tzv. Greenback party, založená v 70. letech 19. století. Kvůli nedostatečné podpoře však ukončila činnost již v následující dekádě.

### Aliance farmářů
Aliance farmářů (Farmers’ Alliance) byla zemědělská skupina vytvořená roku 1877 v Lampasasu v Texasu, která se velmi rychle rozšířila do okolních států. Cílem bylo podporovat kolektivní hospodářskou akci zemědělců s cílem vypořádat se se zástavním režimem, který nechával ekonomickou moc v rukou obchodních elit, která poskytovala úvěry. Aliance farmářů se snažila zlepšovat jak ekonomické podmínky pro zemědělce vytvořením družstev, tak jejich politickou obhajobu. Hnutí bylo tvořeno četnými místními organizacemi, které se sloučily do tří velkých uskupení.
Na americkém západě a středozápadě bylo zemědělství na konci 19. století ztíženo kombinací sucha a vysokých poplatků za skladování a přepravu zemědělského zboží na trh, úrokové sazby z půjček byly navíc taktéž značné. Zemědělci následně vytvořili různá sdružení, která se těmito otázkami zabývala. Jednou takovou organizací byla Národní zemědělská aliance (nazývaná také Severní aliance), dále na jihu Národní Aliance farmářů a Průmyslová Unie (též Jižní Aliance). Afroameričané na jihu, kterým bylo zakázáno členství v jižní alianci, vytvořili Národní Alianci a Družstevní Unii Colored Farmers. Tato organizace měla mnoho stejných cílů jako její bílý protějšek. První národní organizaci založil v roce 1880 farmářský novinář Milton George v Chicagu. Četné místní organizace vytvořili státních uskupení Národní Aliance farmářů. (National Farmers’ Alliance).  

### Vznik populistické strany

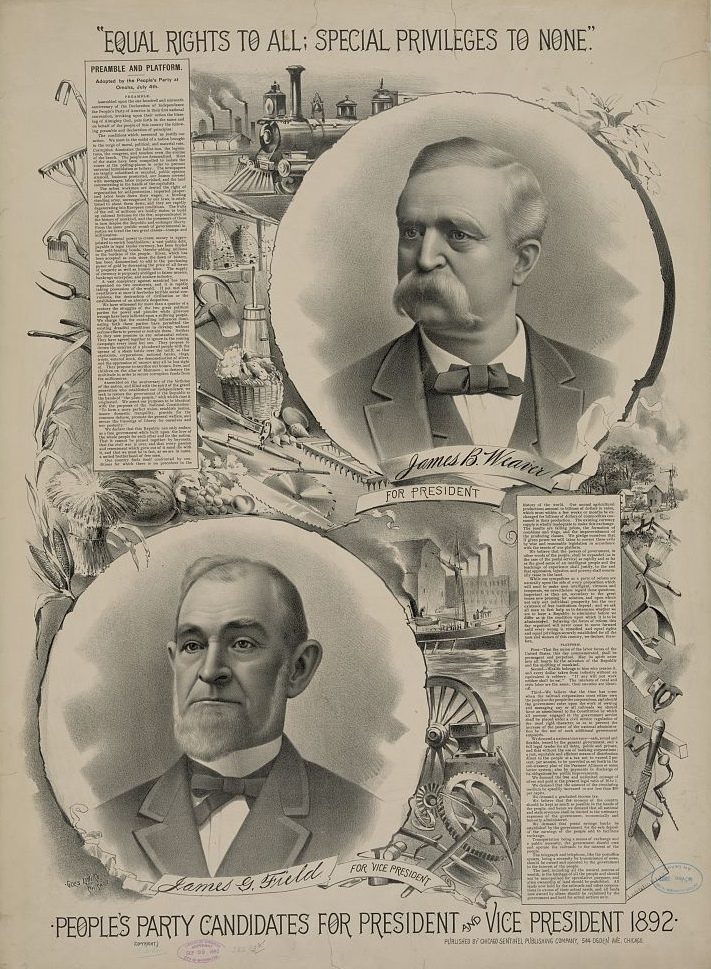
Plakát v prezidentských volbách, James B. Weaver a James G. Field,1892

Aliance farmářů podporovala ještě ve volbách roku 1890 mnohé úspěšné kandidáty zejména Demokratické strany. Dialog s demokraty a republikány byl však obtížný a v Alianci tak postupně sílila touha po vytvoření samostatné politické strany. Tak došlo roku 1892 k založení tzv. People’s Party, čili Lidové strany, obecně označované jako strana populistická. Její představitelé se ostře vymezili vůči ostatním stranám, kritizovali poměry ve společnosti a jako svůj cíl vyhlásili návrat moci do rukou prostého lidu.
Téhož roku 1892 se rovněž konal nominační sněm strany v Omaze, který se kromě výběru prezidentského kandidáta věnoval i vytvoření programu. Ve finanční oblasti byla důležitým požadavkem například státem regulovaná měna, odklon od krytí bankovek rezervami, či progresivní zdanění příjmů. Železnice měla být vlastněna i provozována státem a půda oproštěna od spekulantů a zahraničních investorů tak, aby mohla být opravdovým zdrojem bohatství státu.

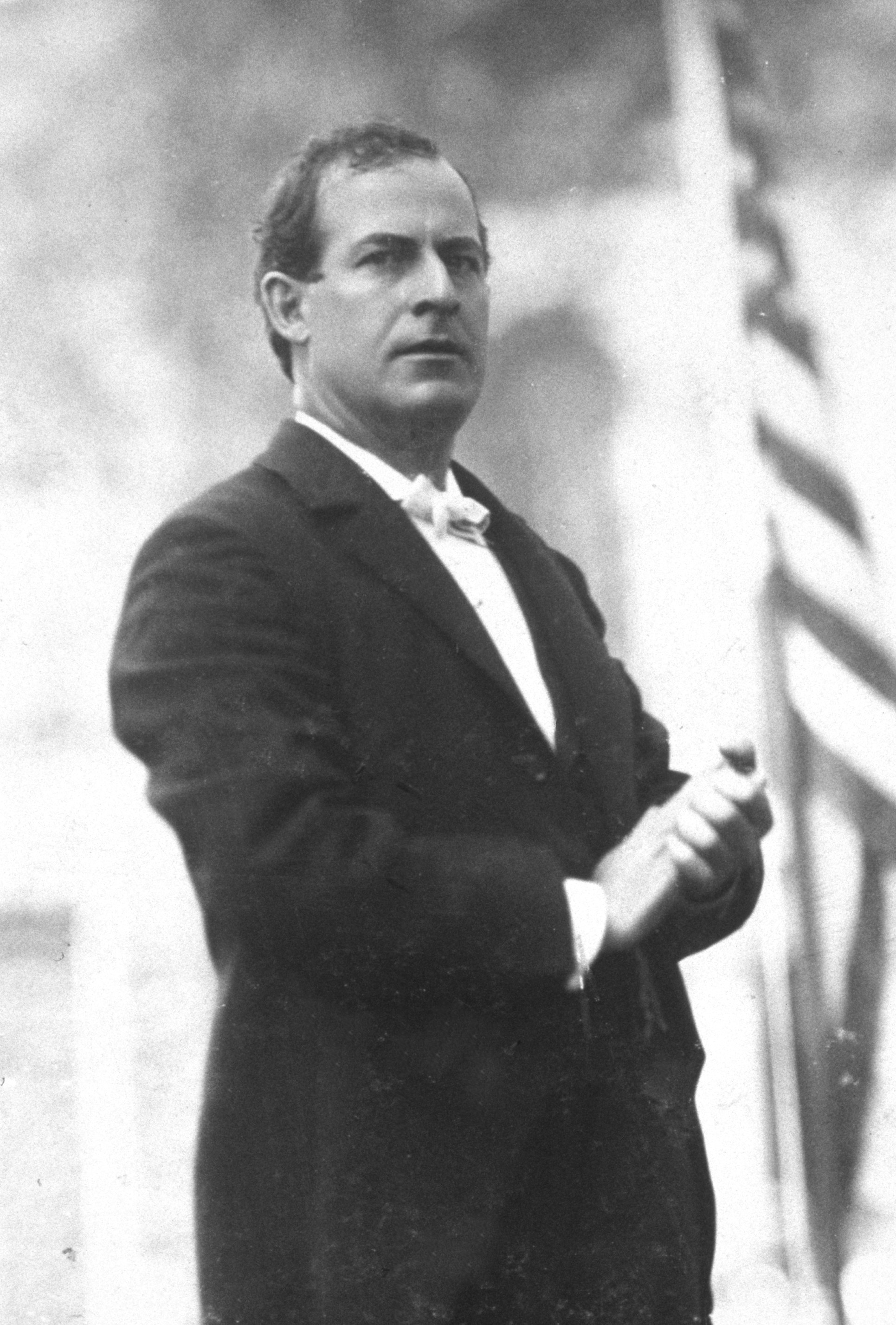
Prezidentský kandidát Demokratické strany William Jennings Bryan, 1896

Kandidátem Populistické strany v prezidentských volbách roku 1892 se stal generál James Weaver, který byl však poražen svým soupeřem z Demokratické strany. A ačkoliv populisté získali své zástupce alespoň v Kongresu, jejich počet nebyl dostatečný k přímému ovlivnění celoamerické politiky. Další těžkou zkouškou byl vznik hnutí takzvaných Silveritů, kteří podporovali volnou těžbu stříbra za účelem navýšení nabídky peněz v ekonomice a tudíž vyřešení sociálních problémů plynoucích z nerovnosti. Otázka podpory tohoto hnutí rozdělila Populistickou stranu na dva tábory. Nakonec se v roce 1896 rozhodla podpořit demokratického prezidentského kandidáta a silveritu Williama Jenningse Bryana, který však prohrál s republikánským soupeřem a předznamenal tím postupný rozpad první americké populistické strany.

### Zánik
Od roku 1896 se populisté už nikdy nepostavili na nohy. Zánik byl převážně způsoben národním sjednocením s Demokratickou stranou. Populistická strana upadala po celých Spojených státech, ať už to bylo kvůli fúzi s demokraty nebo kvůli klesajícímu počtu členů ve straně. Populistická strana byla rozdělena i názorově, zda bojovat proti regionálnímu nepříteli (demokratům), nebo nepříteli celostátnímu (republikánům a Wall Street).  
V Severní Karolíně došlo dokonce k drsné propagandě mířené silně proti zdejším populistům. Výsledkem byl suverénní návrat demokratů k moci roku 1898.
V roce 1900 většina populistů ve volbách podporovala znovu Bryana, zbytek populistů se pokusil o nominaci svých  kandidátů Whartona Barkera a Ignatia L. Donnellyho. Ovšem zcela neúspěšně. Strana se znovu rozpadla. Mnoho populistů již úplně odešlo z politiky, někteří se připojili k Socialistické straně.
Posledním pokusem populistů o prosazení byly prezidentské volby v roce 1904 a 1908, kdy kandidoval Thomas E. Watson. Poté se strana kompletně rozpustila.
Část programové agendy populistů přejala pozdější Pokroková strana.

## Volební výsledky

### Prezidentští kandidáti
| Rok  | Kandidát na prezidenta | Domovský stát | Předchozí zaměstnaní                                                                   | Kandidát na viceprezidenta | Domovský stát | Předchozí zaměstnaní | Hlasy                              |
| ---- | ---------------------- | ------------- | -------------------------------------------------------------------------------------- | -------------------------- | ------------- | --- | ---------------------------------- |
| 1892 | James B. Weaver        | Iowa          | Člen Sněmovny reprezentantů USA za 6. volební okrsek států Iowa (1879–1881; 1885–1889) | James G. Field             | Virginie      | Ministr spravedlnosti státu Virginie (1877–1882) | 1,026,595 (8.5%) 22 hlasů volitelů |
| 1896 | William Jennings Bryan | Nebraska      | Člen Sněmovny reprezentantů USA za 1. volební okrsek státu Nebraska (1891–1895)        | Thomas E. Watson           | Georgie       | Člen Sněmovny reprezentantů USA za 10. volební okrsek státu Georgie (1891–1893) | 222,583 (1.6%) 27 hlasů volitelů   |
| 1900 | Wharton Barker         | Pensylvánie   | Finančník, publicista                                                                  | Ignatius L. Donnelly       | Minnesota     | Zástupce guvernéra státu Minnesota (1860–1863) Člen Sněmovny reprezentantů USA za 2. volební okrsek státu Minnesota) (1863–1869) Senátor státu Minnesota (1875–1879; 1891–1895) Člen Sněmovny reprezentantů státu Minnesota (1887–1889; 1897–1899) | 50,989 (0.4%) 0 hlasů volitelů     |
| 1904 | Thomas E. Watson       | Georgie       | Člen Sněmovny reprezentantů USA za 10. volební okrsek státu Georgie (1891–1893)        | Thomas Tibbles             | Nebraska      | Novinář | 114,070 (0.8%) 0 hlasů volitelů    |
| 1908 | Thomas E. Watson       | Georgie       | Člen Sněmovny reprezentantů USA za 10. volební okrsek státu Georgie (1891–1893)        | Samuel Williams            | Indiana       | Soudce | 28,862 (0.2%) 0 hlasů volitelů     |